# SN 2007gk
SN 2007gk — сверхновая звезда, вспыхнувшая в галактике MCG +11-20-27 в 2007 году.

## Характеристики
SN 2007gk была открыта группой астрономов-любителей. 5 августа 2007 года Эджей Сегал (англ. Ajai Sehgal) и Джек Ньютон (англ. Jack Newton) зарегистрировали вспышку с помощью ньютоновского телескопа (совместными открывателями были Том Орфф (англ. Tom Orff) и Тим Пакетт (англ. Tim Puckett)). На следующую ночь сверхновая была сфотографирована, после чего Международный астрономический союз подтвердил открытие (данные были проверены Доминионской Астрофизической Обсерваторией).
SN 2007gk относится к типу Ia, т.е. это так наз. термоядерная сверхновая, в основе механизма взрыва которой лежит процесс термоядерного синтеза в плотном углеродно-кислородном ядре звезды. Согласно современной теории звёздной эволюции, такие вспышки происходят в двойных системах в результате перетекания звёздного вещества с одного компонента системы на другой. Анализ спектра сверхновой SN 2007gk показал, что она похожа по своим характеристикам на SN 2002bo, а именно: обе вспышки имеют линии Si II 6355A в спектре, которые характерны для более мощных взрывов. Учёным пока не удаётся объяснить данный феномен.
Расположена SN 2007gk в 9",4 на востоке и 26",5 на юге от центра MCG +11-20-27, которая находится в созвездии Дракон. Галактика видна неотчётливо, но её принято относить к классу спиральных.